# 3e étape du Tour de France 2006
La 3e étape du Tour de France a eu lieu le 4 juillet 2006 et rejoignait Esch-sur-Alzette, la ville arrivée de l'étape de la veille, à Fauquemont (Pays-Bas). Le parcours comptait 216,5 km.

## Profil de l'étape
Cette troisième étape se passe totalement à l'étranger. Elle compte :
- Six ascensions

1. La côte de la Haute-Levée (3,6 km à 5,5 %, 3e catégorie) à 502 m d'altitude ;
2. La côte de Oneux (3,2 km à 5,1 %, 3e catégorie) à 327 m d'altitude ;
3. La côte de Petit-Rechain (1,7 km à 4,7 %, 4e catégorie) à 270 m d'altitude ;
4. La côte de Loorberg (nl) (1,9 km à 4,5 %, 4e catégorie) à 325 m d'altitude ;
5. La côte de Trintelen (1,7 km à 5,1 %, 4e catégorie) à 195 m d'altitude.
6. Cauberg (800 m à 7,3 %, 3e catégorie) à 135 m d'altitude.

- Trois sprints

1. Au kilomètre 35 à Mersch;
2. Au kilomètre 144 à Spa ;
3. Au kilomètre 176,5 à Aubel.

La ravitaillement se fera au kilomètre 122,5 aux Trois-Ponts.
L'étape débutera au Luxembourg, elle rejoindra ensuite la province de Luxembourg en Belgique au kilomètre 91,5. Toujours en Belgique, la route du Tour parcourra la province de Liège du kilomètre 117 au kilomètre 181. Le final de l'étape se déroulera donc aux Pays-Bas, dans la province de Limbourg.

## Récit
Cette étape a été marquée par une échappée de 5 coureurs (Jens Voigt, Christophe Laurent, Jérôme Pineau, Unai Etxebarria et José Luis Arrieta) qui comptent 6 minutes 30 d'avance maximum. L'entente au sein du groupe est très bonne sauf éventuellement au moment des passages pour les points de la montagne où la bataille fait rage, tournant bien souvent à l'avantage de Jérôme Pineau qui remporte au soir de l'étape le maillot à pois.
À 25 km de l'arrivée, alors que le peloton se rapproche dangereusement, Christophe Laurent décide de porter une attaque. Il est rapidement rattrapé par José Luis Arrieta et Jens Voigt. Ils roulent ensemble jusqu'à 18 km de la ligne. José Luis Arrieta profite alors de la baisse de forme de Jens Voigt pour s'échapper seul en direction du Cauberg. Mais c'est au pied de celui-ci qu'il est rattrapé, au moment où Matthias Kessler, suivi de Philippe Gilbert, décide de se porter à l'avant de la course.
L'allemand est le seul à ne pas être repris par le peloton, il avale les 2 km qui séparent le sommet du Cauberg de l'arrivée à Valkenburg pour l'emporter. Son coéquipier Michael Rogers remporte lui le sprint du peloton.
À noter, l'abandon de l'un des grands favoris de ce Tour, Alejandro Valverde qui se fracture la clavicule dans une chute. Peu avant, Fred Rodriguez et Erik Dekker devaient eux aussi quitter la course sur chute.

## Résultats

### Sprints
| Sprint intermédiaire de Mersch (km 35) | Sprint intermédiaire de Mersch (km 35) | Sprint intermédiaire de Mersch (km 35) | Sprint intermédiaire de Mersch (km 35) | Sprint intermédiaire de Mersch (km 35) |
| -------------------------------------- | -------------------------------------- | -------------------------------------- | -------------------------------------- | -------------------------------------- |
|                                        | Coureur                                | Pays                                   | Équipe                                 | Point(s)                               |
| 1er                                    | Jens Voigt                             | GER                                    |                                        | 6                                      |
| 2e                                     | José Luis Arrieta                      | ESP                                    |                                        | 4                                      |
| 3e                                     | Christophe Laurent                     | FRA                                    |                                        | 2                                      |
| modifier                               |                                        |                                        |                                        |                                        |

| Sprint intermédiaire de Spa (km 144) | Sprint intermédiaire de Spa (km 144) | Sprint intermédiaire de Spa (km 144) | Sprint intermédiaire de Spa (km 144) | Sprint intermédiaire de Spa (km 144) |
| ------------------------------------ | ------------------------------------ | ------------------------------------ | ------------------------------------ | ------------------------------------ |
|                                      | Coureur                              | Pays                                 | Équipe                               | Point(s)                             |
| 1er                                  | Jens Voigt                           | GER                                  |                                      | 6                                    |
| 2e                                   | José Luis Arrieta                    | ESP                                  |                                      | 4                                    |
| 3e                                   | Christophe Laurent                   | FRA                                  |                                      | 2                                    |
| modifier                             |                                      |                                      |                                      |                                      |

| Sprint intermédiaire de Aubel (km 176.5) | Sprint intermédiaire de Aubel (km 176.5) | Sprint intermédiaire de Aubel (km 176.5) | Sprint intermédiaire de Aubel (km 176.5) | Sprint intermédiaire de Aubel (km 176.5) |
| ---------------------------------------- | ---------------------------------------- | ---------------------------------------- | ---------------------------------------- | ---------------------------------------- |
|                                          | Coureur                                  | Pays                                     | Équipe                                   | Point(s)                                 |
| 1er                                      | José Luis Arrieta                        | ESP                                      |                                          | 6                                        |
| 2e                                       | Jens Voigt                               | GER                                      |                                          | 4                                        |
| 3e                                       | Christophe Laurent                       | FRA                                      |                                          | 2                                        |
| modifier                                 |                                          |                                          |                                          |                                          |

### Cols et côtes
| 1. Côte de la Haute-Levée, 3e catégorie (km 131) | 1. Côte de la Haute-Levée, 3e catégorie (km 131) | 1. Côte de la Haute-Levée, 3e catégorie (km 131) | 1. Côte de la Haute-Levée, 3e catégorie (km 131) | 1. Côte de la Haute-Levée, 3e catégorie (km 131) |
| ------------------------------------------------ | ------------------------------------------------ | ------------------------------------------------ | ------------------------------------------------ | ------------------------------------------------ |
|                                                  | Coureur                                          | Pays                                             | Équipe                                           | Point(s)                                         |
| 1er                                              | Jérôme Pineau                                    | FRA                                              |                                                  | 4                                                |
| 2e                                               | Unai Etxebarria                                  | VEN                                              |                                                  | 3                                                |
| 3e                                               | Christophe Laurent                               | FRA                                              |                                                  | 2                                                |
| 4e                                               | Jens Voigt                                       | GER                                              |                                                  | 1                                                |
| modifier                                         |                                                  |                                                  |                                                  |                                                  |

| 2. Côte de Oneux, 3e catégorie (km 155) | 2. Côte de Oneux, 3e catégorie (km 155) | 2. Côte de Oneux, 3e catégorie (km 155) | 2. Côte de Oneux, 3e catégorie (km 155) | 2. Côte de Oneux, 3e catégorie (km 155) |
| --------------------------------------- | --------------------------------------- | --------------------------------------- | --------------------------------------- | --------------------------------------- |
|                                         | Coureur                                 | Pays                                    | Équipe                                  | Point(s)                                |
| 1er                                     | Jérôme Pineau                           | FRA                                     |                                         | 4                                       |
| 2e                                      | Unai Etxebarria                         | VEN                                     |                                         | 3                                       |
| 3e                                      | Christophe Laurent                      | FRA                                     |                                         | 2                                       |
| 4e                                      | Jens Voigt                              | GER                                     |                                         | 1                                       |
| modifier                                |                                         |                                         |                                         |                                         |

| 3. Côte de Petit-Rechain, 4e catégorie (km 165.5) | 3. Côte de Petit-Rechain, 4e catégorie (km 165.5) | 3. Côte de Petit-Rechain, 4e catégorie (km 165.5) | 3. Côte de Petit-Rechain, 4e catégorie (km 165.5) | 3. Côte de Petit-Rechain, 4e catégorie (km 165.5) |
| ------------------------------------------------- | ------------------------------------------------- | ------------------------------------------------- | ------------------------------------------------- | ------------------------------------------------- |
|                                                   | Coureur                                           | Pays                                              | Équipe                                            | Point(s)                                          |
| 1er                                               | Jérôme Pineau                                     | FRA                                               |                                                   | 3                                                 |
| 2e                                                | Jens Voigt                                        | GER                                               |                                                   | 2                                                 |
| 3e                                                | José Luis Arrieta                                 | ESP                                               |                                                   | 1                                                 |
| modifier                                          |                                                   |                                                   |                                                   |                                                   |

| 4. Côte de Loorberg (nl), 4e catégorie (km 189) | 4. Côte de Loorberg (nl), 4e catégorie (km 189) | 4. Côte de Loorberg (nl), 4e catégorie (km 189) | 4. Côte de Loorberg (nl), 4e catégorie (km 189) | 4. Côte de Loorberg (nl), 4e catégorie (km 189) |
| ----------------------------------------------- | ----------------------------------------------- | ----------------------------------------------- | ----------------------------------------------- | ----------------------------------------------- |
|                                                 | Coureur                                         | Pays                                            | Équipe                                          | Point(s)                                        |
| 1er                                             | Jérôme Pineau                                   | FRA                                             |                                                 | 3                                               |
| 2e                                              | José Luis Arrieta                               | ESP                                             |                                                 | 2                                               |
| 3e                                              | Jens Voigt                                      | GER                                             |                                                 | 1                                               |
| modifier                                        |                                                 |                                                 |                                                 |                                                 |

| 5. Côte de Trintelens, 4e catégorie (km 201) | 5. Côte de Trintelens, 4e catégorie (km 201) | 5. Côte de Trintelens, 4e catégorie (km 201) | 5. Côte de Trintelens, 4e catégorie (km 201) | 5. Côte de Trintelens, 4e catégorie (km 201) |
| -------------------------------------------- | -------------------------------------------- | -------------------------------------------- | -------------------------------------------- | -------------------------------------------- |
|                                              | Coureur                                      | Pays                                         | Équipe                                       | Point(s)                                     |
| 1er                                          | José Luis Arrieta                            | ESP                                          |                                              | 3                                            |
| 2e                                           | Christophe Laurent                           | FRA                                          |                                              | 2                                            |
| 3e                                           | Jens Voigt                                   | GER                                          |                                              | 1                                            |
| modifier                                     |                                              |                                              |                                              |                                              |

| 6. Le Cauberg, Catégorie 3 (214,5 km) | 6. Le Cauberg, Catégorie 3 (214,5 km) | 6. Le Cauberg, Catégorie 3 (214,5 km) | 6. Le Cauberg, Catégorie 3 (214,5 km) | 6. Le Cauberg, Catégorie 3 (214,5 km) |
| ------------------------------------- | ------------------------------------- | ------------------------------------- | ------------------------------------- | ------------------------------------- |
|                                       | Coureur                               | Pays                                  | Équipe                                | Point(s)                              |
| 1er                                   | Matthias Kessler                      | GER                                   |                                       | 4                                     |
| 2e                                    | Philippe Gilbert                      | BEL                                   |                                       | 3                                     |
| 3e                                    | Michael Boogerd                       | NED                                   |                                       | 2                                     |
| 4e                                    | Tom Boonen                            | BEL                                   |                                       | 1                                     |
| modifier                              |                                       |                                       |                                       |                                       |

### Classement de l'étape
| Classement de la 1re étape | Classement de la 1re étape | Classement de la 1re étape | Classement de la 1re étape | Classement de la 1re étape |
|                            | Coureur                    | Pays                       | Équipe                     | Temps                      |
| -------------------------- | -------------------------- | -------------------------- | -------------------------- | -------------------------- |
| 1er                        | Matthias Kessler           | GER                        | T-Mobile                   | en 4 h 57 min 54 s         |
| 2e                         | Michael Rogers             | AUS                        | T-Mobile                   | + 5 s                      |
| 3e                         | Daniele Bennati            | ITA                        | Lampre                     | + 5 s                      |
| 4e                         | Tom Boonen                 | BEL                        | Quick Step-Innergetic      | + 5 s                      |
| 5e                         | Erik Zabel                 | GER                        | Milram                     | + 5 s                      |
| 6e                         | Luca Paolini               | ITA                        | Liquigas                   | + 5 s                      |
| 7e                         | Óscar Freire               | ESP                        | Rabobank                   | + 5 s                      |
| 8e                         | Eddy Mazzoleni             | ITA                        | T-Mobile                   | + 5 s                      |
| 9e                         | Georg Totschnig            | AUT                        | Gerolsteiner               | + 5 s                      |
| 10e                        | Fabian Wegmann             | GER                        | Gerolsteiner               | + 5 s                      |
| modifier                   |                            |                            |                            |                            |

- prix de la combativité : José Luis Arrieta  Espagne

## Classements à l'issue de l'étape

### Classement général
| Classement général à la 3e étape | Classement général à la 3e étape | Classement général à la 3e étape | Classement général à la 3e étape | Classement général à la 3e étape |
|                                  | Coureur                          | Pays                             | Équipe                           | Temps                            |
| -------------------------------- | -------------------------------- | -------------------------------- | -------------------------------- | -------------------------------- |
| 1er                              | Tom Boonen                       | BEL                              | Quick Step-Innergetic            | en 14 h 52 min 23 s              |
| 2e                               | Michael Rogers                   | AUS                              | T-Mobile                         | + 1 s                            |
| 3e                               | George Hincapie                  | USA                              | Discovery Channel                | + 5 s                            |
| 4e                               | Thor Hushovd                     | NOR                              | Crédit agricole                  | + 7 s                            |
| 5e                               | Paolo Savoldelli                 | ITA                              | Discovery Channel                | + 15 s                           |
| 6e                               | Daniele Bennati                  | ITA                              | Lampre                           | + 15 s                           |
| 7e                               | Floyd Landis                     | USA                              | Phonak                           | + 16 s                           |
| 8e                               | Vladimir Karpets                 | RUS                              | Caisse d'Épargne-Illes Balears   | + 17 s                           |
| 9e                               | Serhiy Honchar                   | UKR                              | T-Mobile                         | + 17 s                           |
| 10e                              | Matthias Kessler                 | GER                              | T-Mobile                         | + 17 s                           |
| modifier                         |                                  |                                  |                                  |                                  |

### Classement par points
| Classement par points | Classement par points | Classement par points | Classement par points | Classement par points |
| --------------------- | --------------------- | --------------------- | --------------------- | --------------------- |
|                       | Coureur               | Pays                  | Équipe                | Point(s)              |
| 1er                   | Tom Boonen            | BEL                   | Quick Step-Innergetic | 67 points             |
| 2e                    | Daniele Bennati       | ITA                   | Lampre                | 66 pts                |
| 3e                    | Robbie McEwen         | AUS                   | Davitamon-Lotto       | 65 pts                |
| modifier              |                       |                       |                       |                       |

### Classement du meilleur grimpeur
| Classement du meilleur grimpeur | Classement du meilleur grimpeur | Classement du meilleur grimpeur | Classement du meilleur grimpeur | Classement du meilleur grimpeur |
| ------------------------------- | ------------------------------- | ------------------------------- | ------------------------------- | ------------------------------- |
|                                 | Coureur                         | Pays                            | Équipe                          | Point(s)                        |
| 1er                             | Jérôme Pineau                   | FRA                             | '                               | 17 points                       |
| 2e                              | David de la Fuente              | ESP                             | Saunier Duval-Prodir            | 14 pts                          |
| 3e                              | Fabian Wegmann                  | GER                             | Gerolsteiner                    | 12 pts                          |
| modifier                        |                                 |                                 |                                 |                                 |

### Classement du meilleur jeune
| Classement général du meilleur jeune | Classement général du meilleur jeune | Classement général du meilleur jeune | Classement général du meilleur jeune | Classement général du meilleur jeune |
|                                      | Coureur                              | Pays                                 | Équipe                               | Temps                                |
| ------------------------------------ | ------------------------------------ | ------------------------------------ | ------------------------------------ | ------------------------------------ |
| 1er                                  | Markus Fothen                        | GER                                  | Gerolsteiner                         | en 14 h 52 min 48 s                  |
| 2e                                   | Benoît Vaugrenard                    | FRA                                  | La Française des jeux                | + 3 s                                |
| 3e                                   | Philippe Gilbert                     | BEL                                  | La Française des jeux                | + 11 s                               |
| modifier                             |                                      |                                      |                                      |                                      |

### Classement par équipes
| Classement par équipes | Classement par équipes | Classement par équipes | Classement par équipes |
|                        | Équipe                 | Pays                   | Temps                  |
| ---------------------- | ---------------------- | ---------------------- | ---------------------- |
| 1re                    | Discovery Channel      | États-Unis             | en 44 h 37 min 55 s    |
| 2e                     | CSC                    | Danemark               | + 1 s                  |
| 3e                     | T-Mobile               | Allemagne              | + 2 s                  |
| modifier               |                        |                        |                        |